# Bomb Jack
Bomb Jack is een computerspel voor spelcomputers van ontwikkelaar Tehkan, ondertussen hernoemd naar Koei Tecmo Holdings. Het spel kwam in 1984 uit als arcadespel, maar werd later geporteerd naar diverse homecomputersystemen.

## Verhaal
Jack is een superheld die grote sprongen kan maken en met zijn speciale jas kan zweefvliegen. Jack dient bommen te ontmantelen die door een onbekende terrorist op verschillende toeristische plaatsen werden gelegd, zoals de Piramide van Cheops, de Acropolis, Slot Neuschwanstein, Miami Beach en Hollywood.
In elk level staat de toeristische plaats op de achtergrond afgebeeld. Op de voorgrond staan enkele platformen waar Jack kan op lopen, springen en afdalen. In elk level zijn 24 bommen die Jack moet ontmantelen door ze aan te raken. Jack kan de bommen uitschakelen in een volgorde die hij zelf wil. Het spel geeft ook een volgorde aan: er is telkens één bom met een brandende lont. Als de speler steeds alleen déze bommen onschadelijk maakt, krijgt hij bij het voltooien van het level een bonus als hij ten minste 20 van zulke bommen onschadelijk heeft gemaakt.
Jack wordt achtervolgd door vogels, mummies, schildpadden en orks. Zodra Jack wordt aangeraakt door deze vijanden, sterft hij. Het aantal vijanden en hun snelheid is afhankelijk van het level.
Ten slotte verschijnt er regelmatig op het scherm een bonus in de vorm van een goudstuk met daarop een letter:
- B: toekomstige punten in dit level/leven worden verveelvoudigd (tot 5 keer de oorspronkelijke waarde)
- E: de speler krijgt een extra leven
- P: alle vijanden verstijven en krijgen een bonuswaarde. Jack kan deze nu vernietigen wanneer hij ze aanraakt.

## Platforms
| Jaar | Platform                                                     |
| ---- | ------------------------------------------------------------ |
| 1984 | Arcadespel                                                   |
| 1985 | PC-88                                                        |
| 1986 | Amstrad CPC, Commodore 64, Plus/4, ZX Spectrum, Commodore 16 |
| 1988 | Amiga, Atari ST                                              |
| 1992 | Game Boy                                                     |
| 2003 | ExEn, J2ME, Mophun                                           |
| 2009 | Virtual Console                                              |

## Ontvangst
| Beoordeeld door    | Platform    | Datum           | Score |
| ------------------ | ----------- | --------------- | ----- |
| Retro Spirit Games | Arcade      | 7 maart 2013    | 100%  |
| Your Sinclair      | ZX Spectrum | mei 1986        | 90%   |
| Nintendo Acción    | Game Boy    | 1993            | 89%   |
| N-Force            | Game Boy    | januari 1993    | 83%   |
| Total! (Duitsland) | Game Boy    | mei 1996        | 75%   |
| Power Play         | Amiga       | oktober 1988    | 74%   |
| Jeuxvideo.com      | Amstrad CPC | 2 februari 2012 | 70%   |
| Tilt               | Amstrad CPC | juli 1986       | 67%   |
| Pocket Gamer UK    | J2ME        | 7 mei 2005      | 60%   |
| ST Action          | Atari ST    | oktober 1988    | 55%   |

## Trivia
- Het spel is opgenomen in het boek 1001 Video Games You Must Play Before You Die van Tony Mott.

## Vervolg: Bombjack Twin
In 1993 bracht NMK een vervolg uit op het spel waar twee personen gelijktijdig konden spelen. Het verhaal en gameplay zijn min of meer hetzelfde gebleven. De belangrijkste verschillen zijn:
- Elk level bestaat uit drie sublevels.
- De manier waarop punten worden gegeven wanneer men de bommen in de juiste volgorde neemt, is aangepast.
- Er zijn bonuslevels waarin de speler enkel bommen hoeft uit te schakelen
- Er worden extra punten gegeven na elk level op tijd, aantal bommen in juiste volgorde, aantal genomen goudstukken, ...